# Mészkedvelő nedűgomba
A mészkedvelő nedűgomba (Hygrocybe calciphila) a csigagombafélék családjába tartozó, Európában honos, legelőkön, réteken élő, nem ehető gombafaj. 

## Megjelenése

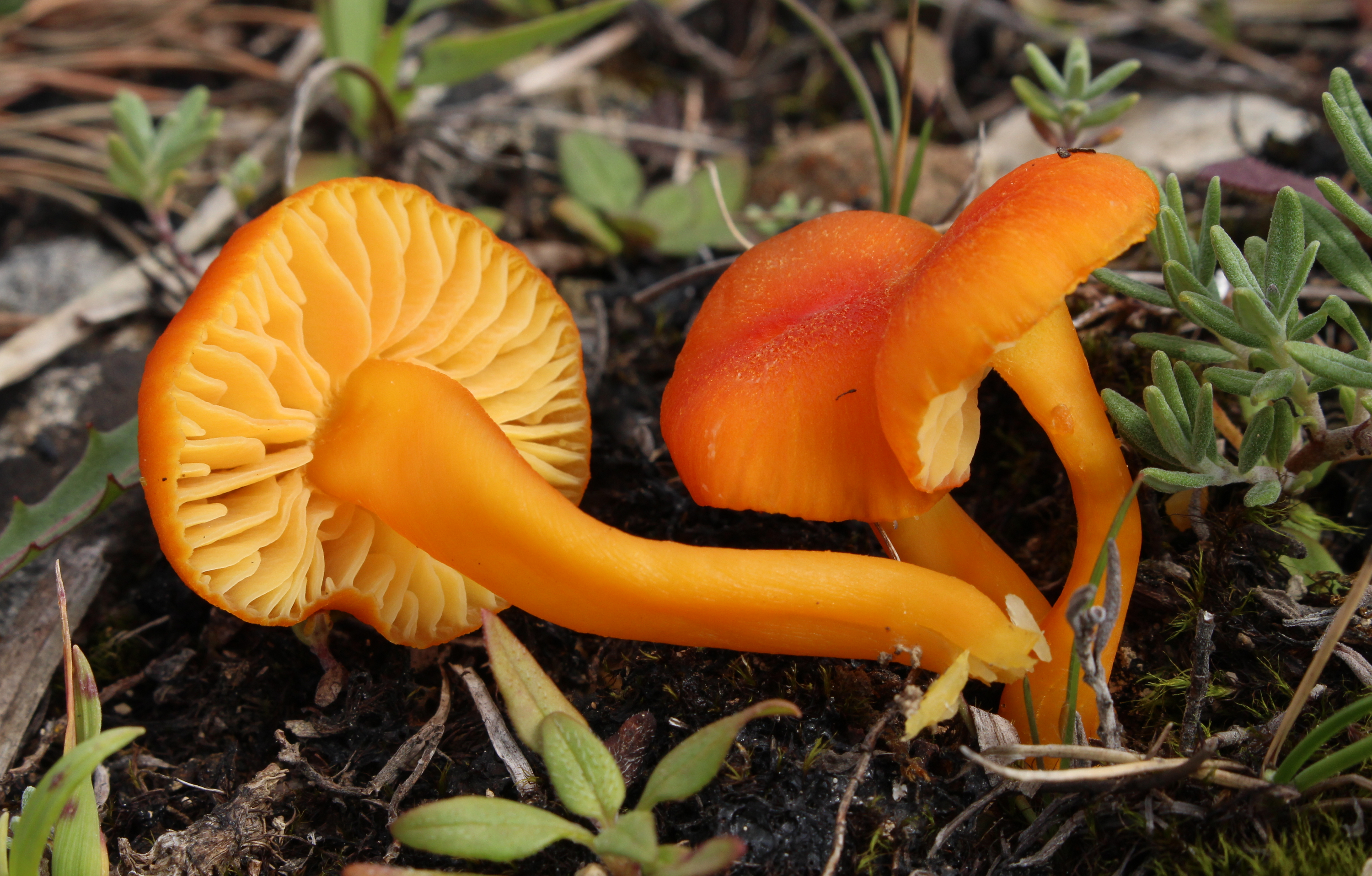

A mészkedvelő nedűgomba kalapja 0,5-2,5 cm széles; fiatalon domború, majd laposan kiterül. Felszíne mindig finoman szemcsés, legalább a közepén. Színe vöröses-narancsos, idősen a szélétől kezdve sárgás-narancsossá fakul. Idősen széle egyenes, hullámos, gyakran áttetszően bordázott. 
Húsa narancssárga vagy sárgás-narancsos. Szaga és íze nem jellegzetes. 
Ritkás lemezei szélesen tönkhöz nőttek. Színük fiatalon halványsárga, később sárgás-narancsos. 
Spórapora fehér- Spórája elliptikus, sima, mérete 6,5-10 x 4-7 µm. 

### Hasonló fajok
Az apró nedűgomba, a piros nedűgomba, az álcsúcsos nedűgomba, esetleg a fiatal feketedő nedűgomba hasonlíthat hozzá.  

## Elterjedése és termőhelye
Európában honos.
Meszes talajú legelőkön, kaszálókon, útszéleken, ritkás ligeterdőkben, bozótosokban fordul elő. Nyár elejétől ősz végéig terem. 
Nem ehető.  